# JFK (영화)
《JFK》는 1991년 개봉한 미국의 서사 정치 스릴러 영화이다. 뉴올리언스 지방 검사 짐 개리슨의 시선에서 존 F. 케네디 암살 사건을 따라가는 영화로, 그의 논픽션 책 〈JFK: 케네디 대통령 암살의 진상〉에 기반했다. 케빈 코스트너가 개리슨 검사 역을 연기했다.
1992년 제64회 아카데미상에서 작품상, 감독상을 포함해 8개 부문에 후보로 올랐으며 촬영상과 편집상을 받았다.

## 출연진
- 케빈 코스트너 - 짐 개리슨 역
- 케빈 베이컨 - 윌리 오키프 역
- 토미 리 존스 - 클레이 쇼 / 클레이 버트런드 역
- 로리 멧캐프 - 수지 콕스 역
- 게리 올드먼 - 리 하비 오즈월드 역
- 마이클 루커 - 빌 브루사드 역
- 제이 O. 샌더스 - 루 아이번 역
- 시시 스페이섹 - 리즈 개리슨 역
- 조 페시 - 데이비드 페리 역
- 베아타 포지니아크 - 머리나 오즈월드 포터 역
- 잭 레먼 - 잭 마틴 역
- 월터 매사우 - 러셀 B. 롱 상원 의원 역
- 도널드 서덜랜드 - X 씨 역
- 에드워드 애즈너 - 가이 배니스터 역
- 브라이언 도일머리 - 잭 루비 역
- 존 캔디 - 딘 앤드루스 주니어 역
- 샐리 커클런드 - 로즈 셰러미 역
- 웨인 나이트 - 뉴마 버텔 역
- 프루잇 테일러 빈스 - 리 바워스 역
- 토니 플라나 - 카를로스 브링기에르(칼로스 브링게어) 역
- 빈센트 도노프리오 - 빌 뉴먼 역
- 데일 다이 - Y 장군 역
- 롤리타 더비더비치 - 베벌리 올리버 역
- 엘런 매클더프 - 진 힐 역
- 존 래러켓 - 제리 존슨 역
- 토마스 밀리안 - 레오폴도 역
- 게리 그럽스 - 앨 오서 역
- 론 리프킨 - 골드버그 씨 / 스피슬 역
- 피터 멀로니 - 핑크 대령 역
- 존 피니건 - 해거티 판사 역
- 조 앤더슨 - 줄리아 앤 머서 역
- 밥 건턴 - 뉴스 앵커 역
- 프랭크 훼일리 - 오즈월드 사칭자 역
- 짐 개리슨 - 얼 워런 역
- 마틴 신 - 해설

## 우리말 녹음
KBS 성우진 (1995년 2월 27일)
- 양지운 - 짐 개리슨(케빈 코스트너)
- 설영범 - 클레이 쇼(토미 리 존스)
- 김성희 - 개리슨 부인(시시 스페이섹)
- 이규화 - 리 하비 오즈월드(게리 올드먼) / FBI 대변인(론 잭슨)
- 이정구 - 아이번(제이 O. 샌더스)
- 장승길 - 브루사드(마이클 루커) / 오즈월드를 때린 남자(토니 플라나) / 목격자(빈센트 도노프리오)
- 장유진 - 수지(로리 멧캐프)
- 탁원제 - 페리(조 페시) / 변호사(로이 바닛)
- 최병상 - 오키프(케빈 베이컨) / Y 장군(데일 다이)
- 김현직 - X(도널드 서덜랜드)
- 최흘 - 린든 B. 존슨(톰 하워드) / 재판장(존 피니건)
- 김태연 - 조직 폭력배(J.J. 존스턴) / TV 방송
- 정기항 - 마틴(잭 레먼) / 대법원장(짐 개리슨)
- 임수아 - 유모(팻 퍼킨스)
- 노민 - 가이 배니스터(에드워드 애즈너)
- 이종구 - 지인(월터 매사우) / TV 뉴스 앵커
- 유해무 - 댄(존 캔디) / 방송 기자
- 김준 - 잭 루비(브라이언 도일머리) / 앨(게리 그럽스) / 쿠바인 / 방송 기자 / 경찰
- 김혜미 - 로즈(샐리 커클런드) / 목격자(조 앤더슨)
- 문관일 - 뉴마(웨인 나이트) / 오즈월드 대역(프랭크 훼일리) / 증인(프루잇 테일러 빈스) / 로버트 F. 케네디(본인)
- 김순영 - 오즈월드의 아내(베아타 포지니아크) / 목격자(엘런 매클더프) / 엘리자베스(앨리슨 프랫 데이비스) / 버지니아